# 22338 Джейнмоджо
22338 Джейнмоджо (22338 Janemojo) — астероїд головного поясу, відкритий 3 червня 1992 року.
Тіссеранів параметр щодо Юпітера — 3,177.